# Choi Jun-hyeong
Choi Jun-hyeong (kor. 최준형 ; ur. 24 stycznia 1993) – południowokoreański zapaśnik walczący w stylu klasycznym. Srebrny medalista mistrzostw Azji w 2020. Wicemistrz Azji juniorów w 2013 roku.
Zawodnik Kyungsung University w Pusan.